# Paul Fontoulieu
Paul Fontoulieu est un abbé français. Témoin de la Commune de Paris de 1871, partisan versaillais, il est l'auteur d'un ouvrage paru en 1873, Les Églises de Paris sous la Commune.

## Biographie
L'abbé Fontoulieu écrit occasionnellement au  Figaro,.

## Témoignage de la Commune
Son ouvrage Les Églises de Paris sous la Commune, qu'il publie deux ans après les évènements, en 1873, est un recueil très détaillé, semblable à une enquête journalistique, sur les réunions organisées par les clubs dans les églises. En l'absence d'autres enregistrement des paroles et actions qui s'y sont tenues, il s'agit d'une des sources les plus complètes sur le sujet, avec quelques articles de presse et d'autres preuves fragmentaires.
Son récit est critique envers les évènements et l'auteur ne cache pas ses opinions anti-communardes et pro-cléricales. Il s'est toutefois avéré exact lorsque des recoupements ont pu être faits,. Il est généralement accepté comme une source fiable par les principaux historiens spécialistes de la Commune, comme Jacques Rougerie ou Stewart Edwards ; Jean Maitron, Claude Perrot ou William Serman ont aussi utilisé ses travaux pour leurs recherches,.

### Édition
- Paul Fontoulieu, Les Eglises de Paris sous la Commune (œuvre littéraire), Dentu, 1873, [lire en ligne].